# La mujer dorada
La mujer dorada é uma telenovela mexicana, produzida pela Televisa e exibida em 1960 pelo Telesistema Mexicano.

## Elenco
- Amparo Rivelles – Elvira
- Enrique Rambal – Máximo
- Rita Macedo[2]  – Hilda
- Guillermo Murray - Félix
- Andrea López – Patricia
- Enrique Álvarez Félix - Alfonso
- Enrique Lizalde – Lucio
- Emilia Carranza – Pantera
- Manolo García – Borrego
- José Antonio Cossío – Faquir